# Ruaidri Ua Conchobair
Ruaidrí mac Toirdelbach Ua Conchobair (anglicisé en Rory O’Connor) (vers 1116 † 1198) roi de Connacht (1156-1186) Ard rí Érenn (1166-1186).

## Origine
Ruaidrí mac Toirdhelbach est le fils de Toirdelbach mac Ruaidri Ua Conchobair chef du Sil Muiredaig roi de Connacht et Ard ri Érenn et de son épouse Caillech Dé fille d'Ua hEidin roi d'Ui Fiachrach Aidne

## Premières années
Ruaidri est mentionné la première fois en 1136, quand âgé d'une vingtaine d'années il est emprisonné par son père malgré la protection de l'Église. En 1143 il est de nouveau capturé par son frère Conchobar, agissant sous l'autorité de leur père qui permet de penser que Ruaidri s'était engagé dans un conflit pour la succession paternelle. Conchobar est tué en 1144, un autre de ses frères Tadg meurt peu après de maladie. Ruaidri est relâché à la suite de l'intercession du clergé et à partir de cette date il est considéré comme le successeur désigné du royaume. En 1147 il conduit un grand raid à Dartraige dans l'actuel comté de Leitrim et il est à l'origine de la capture d'un rival Domnall Ua Conchobair par Toirdelbach Ua Briain, roi de Thomond. En 1153 il participe à la campagne de son père contre Muirchertach MacLochlainn roi du Cenél nEógain et prétendant au titre de d'Ard ri Erenn. Ruaidri commande les bataillons de l'ouest du Connacht quand son camp à Fardrum dans le comté de Westmeath est surpris par une attaque des forces de MacLochlainn.

## Roi de Connacht
À la mort de son père en 1156, il lui succède comme roi du Connacht et il assure rapidement sa position  en aveuglant un de ses frères Brian Breifnechet et en emprisonnant deux autres; Brian Luignech et Muirchertach Muimnech.
En 1157 alors que Muichertach MacLochlainn s'était fait reconnaitre comme Ard ri Erenn et menait campagne pour imposer sa domination sur le Munster, Ruaidri en son absence attaque le Cenél nEógain ce qui signifiait son intention de contester la position d'Ard rí Érenn de Muichertach. Ruaidri va ensuite être en campagne lui aussi au Munster restaure Toirdelbach Ua Briain comme roi et prend des otages à Diarmait Mac Carthaig le roi de Desmond. Il rassemble une grande flotte sur le Shannon dans l'intention d'aller directement défier MacLochlainn dans son royaume. En 1158 Ruadri envoie une flotte attaquer les côtes du Cenél nEógain et l'année suivante l'édification d'un nouveau pont à Athlone destiné à faciliter son accès vers le royaume de Mide entraine un conflit avec Donnchad Ua Máelsechlainn  son roi, dans lequel l'héritier potentiel de Ruaidri, Áed trouve la mort. Plus tard la même année Ruaidri conduit une armée contre MacLochlainn dans le comté de Louth mais il subit une cuisante défaite suivie d'un raid de son ennemi dans le Connacht au cours duquel il détruit plusieurs de ses points fortifiés. En 1160 au cours d'une entrevue à Assaroe dans le Donegal  les deux rois concluent une trêve. En 1161 Ruaidri se retourne contre le Leinster et impose sa domination sur le nord c'est-à-dire sur les Uí Fáeláin et Uí Failge au détriment de Diarmait Mac Murchada le roi de Leinster. Ruaidri donne quatre otages à Muirchertach MacLochlainn comme Ard ri en échange de sa suzeraineté sur le royaume de Breifne, Conmaincne, la moitié ouest du Mide et le Leath Moga, bien qu'en 1162 Diarmait Ua Máelsechlainn paie 100 onces d'or pour recouvrer sa souveraineté sur l'ouest du Mide. En 1164 poursuivant la politique de son père de construction de châteaux il bâtit celui de Tuam et en 1166 il offre un nouveau reliquaire d'or pour les reliques de saint Manchan de Mohill dans le comté de Leitrim témoignage de la continuation de la politique de son père en matière religieuse et artistique.

## Ard rí Érenn
Après la mort de Muirchertach MacLochlainn en 1166 Ruaidrí Ua Conchober et Diarmait Mac Murchada roi de Leinster se retrouvent face à face comme prétendants au titre d'Ard rí Érenn. Ruaidrí prend un avantage décisif sur son concurrent en s'assurant le contrôle du royaume de Dublin dont il chasse Mac Murchada en août 1166. Ruaidrî Ua Conchobar est reconnu comme Ard ri Erenn lors d'une grande assemblée à Athlone la même année dans laquelle il s'engage à verser à Dublin 4 000 vaches. En 1167 et 1168 il célèbre la traditionnelle fête de Tailtu lors d'une assemblée sur l'antique site de Teltown dans le comté de Meath une cérémonie qui établit sa souveraineté sur l'Irlande.
Lors d'une autre assemblée à Athbot en 1167 il réunit les archevêques Cadhla Ua Dubthaig d'Armagh, de Tuam et Lorcan Ua Tuathail, c'est-à-dire Laurent O'Toole, de Dublin ainsi que  Tigernan Ua Ruairc roi de Breifne Donnchad Ua Cerbaill, roi Airgíalla, Mac Duinnsleibhe Ua hEochadha roi d'Ulaid, Diarmaid Ua Maeleachlainn roi de Mide et Raghnall fils de Raghnall, seigneurs des « Étrangers » de Dublin dont les forces représentent 1 300 cavaliers.  Ruaidri n'a cependant pas réussi à se faire reconnaitre par le Cenél nEógain et pour ce faire il envoie une flotte contre Derry et lui-même conduit une armée avec ses vassaux Diarmaid mac Cormaic de Desmond, Muichertach Ua Briain de Thomond, Diarmaid Ua Maeleachlainn de Mide et Donnchad Ua Cerbaill d'Airgíalla dans le Tir Eógain  qu'il partage entre les deux lignée rivales des Maclochlainn et des Ua Neill dont Niall MacLochlainn ne reçoit que la partie nord en donnant deux otages et Áed In Macáem Toinlesc Ua Neill celle au sud des Slieve Gullion en donnant également deux otages. En 1168 le nouveau roi de Cenél nEógain  accompagné par l'abbé de Derry est reçu par Ruaidri Ua Conchobair à Athlone et ils acceptent de recevoir une somme en échange de leur fidélité. En 1169 il accorde une bourse annuelle de 10 vaches afin d'assurer la charge d'étudiants d'Irlande et d'Écosse un geste destiné à faire confirmer son statut de « Haut-roi » par l'église d'Armagh.

### La crise dans le Leinster
Diarmait Mac Muchada roi de Leinster est chassé du trône en 1166 par une révolte de ses sujets. Ne trouvant aucun appui en Irlande il passe la mer et finit par rencontrer Henri II d'Angleterre en Aquitaine. Ce roi qui s’était fait reconnaître en 1155 par le Pape Adrien IV la souveraineté de l’Irlande en cas de conquête voit alors l’occasion d’intervenir même indirectement. Il délivre à Diarmait des lettres patentes lui permettant de lever une armée parmi les barons des marches galloises du sud, normands ou flamands pour la plupart les FitzGerald, FitzEtienne, Fitz Stephen et FitzHenri et en particulier auprès du puissant Richard FitzGilbert de Clare, Comte de Pembroke mieux connu sous son surnom anglais de Strongbow  (littéralement : « Arc fort »).
Revenu en Irlande en 1167, Diarmait porte sa première attaque grâce au débarquement d’une petite troupe menée par FitzGerald mais sans grand résultat à l’exception de la prise de Wexford qui lui permet de récupérer le sud du Leinster son domaine des Uí Cheinnselaigh Ruaidri conduit un contingent dans le Leinster et obtient des otages dont Conchobar le fils légitime et héritier potentiel de Diarmait L'Ard ri Erenn doit ensuite intervenir dans le Munster qu'il partage en 1168 entre Domnall Ua Brian roi de Thomond et Diarmait Mac Carthaig roi de Desmond et dans le royaume de Mide qu'il divise en 1169 confiant l'est à son allié Tigernan Ua Ruairc et gardant le reste pour lui-même.
En mai 1170 Richard de Clare et Robert Fitz Stephen débarquent avec un fort contingent de chevaliers en cotte de mailles accompagnés de fantassins et d’archers sur promesse de la main de la fille de Diarmait et donc de l’héritage du Leinsterpour Richard. Il s’empare de Waterford puis Strongbow et les envahisseurs attaquent et prennent Dublin en septembre, Ruaidri exécute ses otages et envoie une armée pour soutenir en vain Askulf Mac Torkil le roi détrôné. En 1171 à la mort de Dermot Mac Murrough, Richard FitzGilbert de Clare s’empare aussitôt du Leinster et repousse une attaque des Irlandais.

### L'intervention anglo-normande
En 1171/1172 lors de l’intervention d’Henri II d'Angleterre en Irlande qui voulait réaffirmer son autorité sur ses vassaux, Ruaidri refuse de se soumettre à lui. Le roi d’Angleterre réunit à Cashel l’ancienne capitale du Munster un synode où les évêques de l’île reconnaissent son autorité. Le nouveau pape Alexandre III confirmera en septembre 1172 la souveraineté du Plantagenêt sur l’Irlande et sa mission d’y réformer l’Église en fait de continuer l’œuvre de Laurent O’Toole archevêque de Dublin depuis 1161.
Avant Pâques 1172 le roi d'Angleterre qui repart combattre la révolte de son fils Henri le Jeune concède les seigneuries de Leinster et de Mide, respectivement à Richard FitzGilbert et à Hugues de Lacy ce qui soustrait définitivement ses deux anciens royaumes de l'autorité de Ruaidri Ua Conchobar.
En 1173 Conchobar Maenmaige un fils de Ruaidri conduit un contingent du Connacht aider Domnall Ua Briain à chasser la garnison anglo-normande de Kilkenny. En 1174 assisté de Domnall, Ruaidrí défait Richard FitzGilbert de Clare à Thurles et envahit ensuite le Meath avec les forces du Connacht du Cenél Conaill, du Cenél nEogain, du Breifne d'Ulaid et d'Argialla et ils détruisent les forts édifiés par les anglo-normands à Trim et Duleek.

### Traité de Windsor
Ruadri Ua Conchobair met à profit cette petite victoire pour envoyer l’archevêque de   Tuam Cadla Ua Dubthaig, Cantordis abbé de Clonfert et Maître Laurent son chancelier, négocier un traité avec le roi d’Angleterre qui est finalement conclu le 6 novembre 1175 à Windsor.
Henri II s'arroge la suzeraineté sur le Leinster et le Mide et  Ruaidri, demeure roi de Connacht, avec la souveraineté sur le reste de l'Irlande c'est-à-dire les territoires irlandais non soumis aux Anglo-normands mais il devient l’homme lige du roi d’Angleterre, il doit s'engager à lui verser un tribut annuel, à combattre les rebelles à son autorité et il doit également apporter son soutien aux garnisons anglaises en Irlande.
C'est dans ce contexte que Ruaidrí assure la sécurité d'une force anglo-normande qui vient piller en octobre 1175 Limerick, la capitale d'Ua Briain sur le Shannon entre le Thomond et le Connacht. Lorsque la garnison anglaise quitte Limerick en 1176 Ruaidri est obligé de trouver un accord avec Domnall Ua Briain.

## Fin de règne

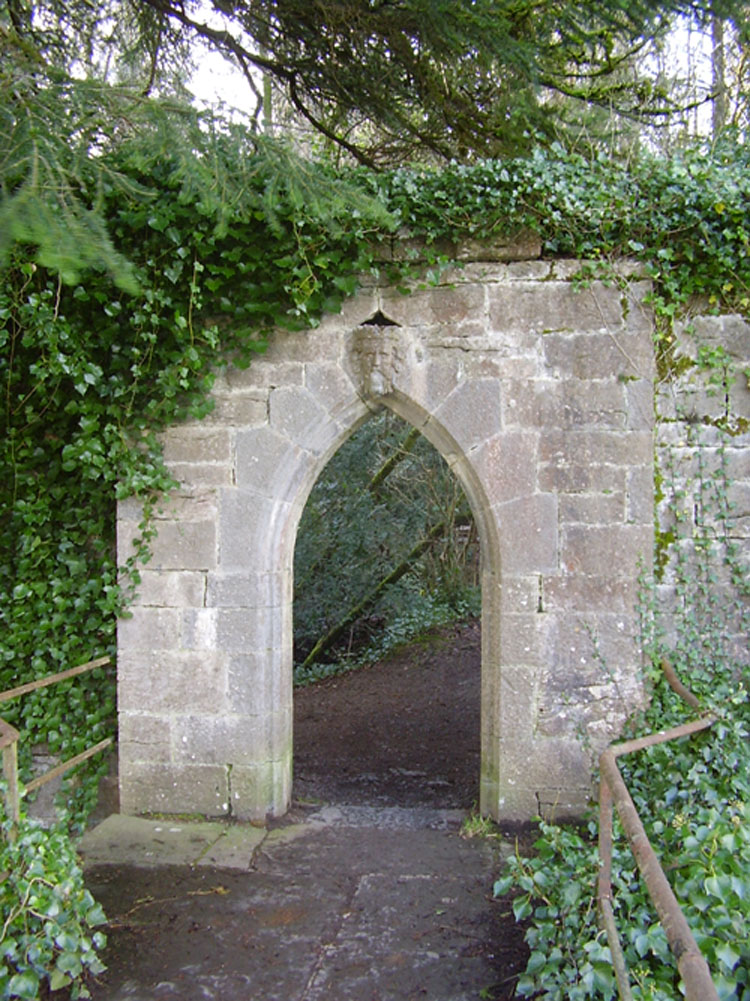
: porte avec tête sculptée de Ruaidrí Ua Conchobair.

En 1177, Murchad un fils de Ruaidrí, allié avec Milo de Cogan attaque Roscommon. Les Anglo-Normands sont repoussés et le prince Murchad capturé est aveuglé par son père. En 1178 une troupe conduite par Hugues de Lacy seigneur de Meath se retire de Clonmacnoise par crainte de Ruaidrí. En 1179 un synode est réuni à Clontfert par Laurent O'Toole archevêque de Dublin et Légat local du Pape afin de proclamer les décrets du Troisième concile du Latran. En février 1180 ce même archevêque procède au transfert de Tommaltach mac Aeda Ua Conchobair, connu sous le nom de Thomas, un neveu de Ruaidrí de l'évêché d'Elphin à l'archidiocèse d'Armagh. Cet acte implique la volonté de Ruaidrí de continuer à intervenir dans les nominations religieuses comme un Ard rí Érenn. Cette même année une fille de Ruaidrí épouse Hugues de Lacy. Cette union pour laquelle l'accord d'Henri II n'a pas été demandé permet au roi de Connacht de sécuriser sa frontière est.     
En 1183 un autre de ses fils Conchobar Maenmaige toujours allié aux Anglo-Normands envahit le Connacht et Ruaidrí doit se réfugier au Munster après avoir été déposé de la royauté. Lorsque Conchobar est assassiné six ans plus tard en 1189 les droits de son fils Cathal Carrach Ua Conchobair sont contestés par Cathal Crobderg, le demi-frère de Ruaidri. Le Sil Muiredaig rappelle Ruaidrí en 1191 qui revient à Roscommon et reçoit des otages mais il doit laisser la place à son demi-frère Cathal Croderg Ua Conchobair après avoir vainement demandé l’appui des Cenél nEógain du Cenél Conaill, du Munster et même des Anglo-Normands de Meath.
Ruaidrí Ua Conchobair se retire alors à l’abbaye de Cong où il meurt le 2 décembre 1198 et où il est inhumé. Son corps sera transféré ensuite en 1207 à Clonmacnoise.

## Union et descendance
Lorsqu'elles relèvent la mort de son fils Aed († 1233), les Annales de Connacht attribuent l'exclusion de ses descendants de la royauté du Connacht au fait que Ruaidrí aurait refusé de se séparer de ses six épouses malgré une injonction du Pape. Pourtant une seule des épouses Ruaidrí Ua Conchobair est identifiée il s'agit de Dub Coblaid († 1181), fille de Tigernán Ua Ruairc roi de Bréifne. Ruaidri laisse néanmoins une nombreuse descendance:
- Aed († 1159).
- Conchobar Maenmaige roi de Connacht de (1183-1189) père de Cathal Carrach roi de Connacht (1189-1202).
- Diarmait († 1221)
- Toirrdelbach mac Ruaidri († 1234) roi de Connacht 1225 et 1228-1230, dont un fils Brian roi en 1236-1237 († 1267).
- Áed mac Ruaidrí roi de Connacht de (1228 à 1230) et (1231 † 1233).
- Murchad aveuglé par son père en 1177.
- Rose qui épouse Hugues de Lacy († 1186), lord de Meath, premier Lord Justice d’Irlande et conquérant du royaume de Meath en 1173.
- Duibessa qui épouse un certain Cathal mac Diarmata.

Ses descendants furent exclus de la royauté du Connacht par ceux de son frère Cathal Crobderg Ua Conchobair roi de Connacht (1189-1190) et (1202-1224).

## Sources
- (en) Francis J.Byrne Irish Kings and High-Kings, Courts Press History Classics Dublin (2001)  (ISBN 1 851 82 1961)
- (en) M. T. Flanagan « Ruaidri Ua Conchobair [Rory O'Connor] (c.1116-1198) High-King d'Ireland », Oxford Dictionary of National Biography, Oxford University Press, 2004.
- (en) Donnchadh Ó Corráin, Ireland before the Normans, Dublin, Gill & Macmillan, 1972, 210 p., p. 167-173 The Supremacy of Connacht
- (en) T.W Moody, F.X. Martin, F.J. Byrne A New History of Ireland IX Maps, Genealogies, Lists. A companion to Irish History part II . Oxford University Press réédition 2011  (ISBN 9780199593064).